# V-air朝ピタ!〜START ME UP
『V-air朝☆ピタ! 〜Start Me Up〜』（ブイエアー・あさピタ スタート・ミー・アップ）は、2007年10月から2011年3月までエフエム山陰（V-air）で平日朝に放送されていた番組。2007年9月で12年の歴史に幕を下ろした『フレッシュ・アップ・トゥデイ!』（8:25 - 10:20）の後番組として開始。
この番組開始時点から、JFNCの朝ワイドが一部ネットされるようになった。また同時に、10:20以降も整理されて、HFM制作の「木もれ陽のアプローズ」が10:30スタートとなり、5分の先送り時差ネットから同時ネットへ昇格した（時を同じくして山口も同時ネットとなった）。

## 放送時間
- 7:30 – 9:00（2007.10 - 2009.3）
- 7:30 – 9:30（2009.4 - 2011.3、JFNCの朝ワイド枠は30分短縮）

## パーソナリティ
- 稲田茂（開始 - 、【2007.10 – 2008.9 月 - 金】→【2008.10 – 2009.3 月 - 木】→【2009.4 - 月 - 水】）
- 今岡弘義（2008.10 - 2009.3【金】）
- 益村千代（2009.4 - 【木・金】）
- 山岡ゆり子（開始 - 、【「サニーサイドアップ」担当、月 - 金】）

## タイムテーブル (2009.4 - )
- 7:30 オープニング
- 7:40 サニーサイドアップ
- 7:50 ライフインスポーツ
- 7:55 ウェザーリポート
- 8:00 クロノス・SUZUKI Breakfast News
- 8:09 クロノス・Weather Guide
- 8:10 クロノス・Honda Smile Mission
- 8:20 トラフィックリポート
- 8:30 読売新聞ニュース
- 9:06 【水】ラディオ・エスタディオ、【木】はないろパレット、【金】おはよう虫太郎

## エフエム山陰（V-air）の朝枠の変遷
エフエム山陰（V-air）の朝、7時台から8時台は、開局時こそ「Wake-Up SUN-IN」を編成していたが、バブル崩壊後に終了し、5分 - 10分の番組の乱立させている事が多かったものの、中国地方の中では朝ワイドに力を入れていた。
1997年頃のタイムテーブルによると、自社番組は7:30「おはようオン・ザ・ウェイ」（10分）、7:40「デイリーアンサンブル」（後の「サニーサイドアップ」。15分）、8:25「グッド・モーニン・リサ&マイ」（30分）があり、それらの間にネット番組や情報番組がはさまれていた。当時「フレッシュ・アップ・トゥデイ!」は8:55から放送されていた。
後に、「グッド・モーニン」が終了したため、その枠を吸収する形で「フレッシュ・アップ」が拡大した。
2007年10月の改編で、朝のタイムテーブルが刷新された。まず、7:30からの枠で放送されていた「朝のレトロスープ」と、8:25からの「フレッシュ・アップ」を打ち切り、時間変更。「サニーサイドアップ」を内包させた上で9:00までを自社枠とし、9:00からの空いた枠はJFNCの番組をネットする事にした。なお、午前中の「FM Radio Shopping」は当初10:20 - 10:25に時差ネットされていたが、10時台がJFNC枠になったため、同時ネットとなった。なお、「フレッシュ・アップ」で放送されていた「赤ちゃんバンザイ!」は今もJFNC枠内で放送されている。
2011年に朝ワイドの大幅改編を行い、自社制作枠を大幅に縮小した。
- 7:30 - 8:20に関してはTOKYO FM「クロノス」の枠となり、東京ローカルの時間帯で「サニーサイドアップ」「ライフインスポーツ」を継続させる形に変更。
- 8:20 - 8:30は、「朝ピタ!」からの継続でトラフィックリポートとニュースを放送。
- 8:30 - 10:00はJFNC「OH! HAPPY MORNING」をネット、かつて隣のFM山口が行っていた放送形態へと変わった。
- 10:00 - 10:30は自社制作番組「ちぇけら♪」を開始した。

| エフエム山陰（V-air） 平日7:30 - 9:00の番組（2007年10月 - ） | エフエム山陰（V-air） 平日7:30 - 9:00の番組（2007年10月 - ） | エフエム山陰（V-air） 平日7:30 - 9:00の番組（2007年10月 - ） |
| 前番組 | 番組名                                                       | 次番組 |
| --- | ------------------------------------------------------------ | --- |
| 7:30 朝のレトロスープ 7:40 サニーサイドアップ 8:00 SUZUKI Future Navi 8:09 Roots Presents マリーに聞いてゴー! 8:10 Honda SWEET MISSION 8:25 フレッシュ・アップ・トゥデイ!（10:20終了） | V-air朝☆ピタ! 〜Start Me Up〜                                | 6:00 中西哲生のクロノス ▽7:30 Zero Tunes ▽7:35 THE VOICE ▽7:40 サニーサイドアップ ▽7:50 ライフ・イン・スポーツ ▽7:55 V-air ウェザーリポート ▽8:00 SUZUKI Breakfast News ▽8:09 Weather Guide ▽8:10 Honda SWEET MISSION 8:20 V-air トラフィックリポート 8:25 読売新聞ニュース 8:30 OH! HAPPY MORNING（10:00終了） |
| エフエム山陰（V-air） 平日9:00 - 9:30の番組（2009年4月 - ） |                                                              | |
| OH! HAPPY MORNING （10:30終了、30分短縮で継続） | V-air朝☆ピタ! 〜Start Me Up〜                                | OH! HAPPY MORNING |